# Relaciones Azerbaiyán-Uruguay
Las relaciones Azerbaiyán-Uruguay se refieren a las relaciones diplomáticas entre República de Azerbaiyán y la República Oriental del Uruguay.   

## Historia
En 1991, Azerbaiyán obtuvo su independencia tras la disolución de la Unión Soviética. El 12 de enero de 1995, Azerbaiyán y Uruguay establecieron relaciones diplomáticas. En septiembre de 2011, una delegación uruguaya realizó una visita a Azerbaiyán para celebrar el 20 aniversario de la independencia de ese país. En julio de 2012, el ministro de Relaciones Exteriores azerí, Elmar Mammadyarov, realizó una visita oficial a Uruguay y se reunió con el entonces presidente, José Mujica.  
En noviembre de 2012, se produjo una crisis diplomática entre ambas naciones cuando una delegación parlamentaria uruguaya en una visita a Armenia cruzó la frontera hacia el territorio de Alto Karabaj. Temiendo que Uruguay reconozca a dicha región como parte de Armenia; Azerbaiyán lanzó una queja formal contra el país sudamericano, acusando a la delegación parlamentaria de cruzar ilegalmente a Azerbaiyán y poniendo en peligro un futuro acuerdo de paz.  El gobierno uruguayo nunca ha reconocido oficialmente el territorio controlado por los armenios como parte integral de Armenia. 
En enero de 2013, el presidente de Azerbaiyán, Ilham Aliyev, recibió una delegación oficial de Uruguay con el objetivo de mejorar las relaciones entre ambas naciones. En 2016, el gobierno uruguayo expresó su preocupación por la escalada de violencia en Alto Karabaj.
En mayo de 2013, el expresidente uruguayo Luis Alberto Lacalle fue recibido por Ilham Aliyev cuando realizó una visita a Azerbaiyán para participar en el Foro del Caucus del Sur celebrado en Bakú. En 2014, Azerbaiyán abrió una oficina diplomática en Montevideo.
En mayo de 2019, el ministro de relaciones exteriores de Uruguay, Rodolfo Nin Novoa, realizó una visita a Azerbaiyán, con motivo del 5° Foro Mundial sobre Diálogo Intercultural. Allí se reunió con el presidente Ilham Aliyev; con el ministro de Asuntos Exteriores, Elmar Mammadyarov;  con el ministro de economía, Shahin Mustafayev; y con el ministro de agricultura, Inam Karimov.

## Acuerdos
Ambas naciones han firmado varios tratados bilaterales: Acuerdo de Cooperación entre los Ministerios de Relaciones Exteriores de ambas naciones (2007); Acuerdo sobre la eliminación de los requisitos de visa para los titulares de pasaportes oficiales y diplomáticos (2013); Acuerdo de Cooperación Aduanera (2016) y Acuerdo de Cooperación Cultural (2017).

## Intercambio comercial
En 2016, el comercio entre Azerbaiyán y Uruguay ascendió a USD 7,6 millones de dólares. Los principales productos comerciales que Uruguay exporta a Azerbaiyán son el ganado y los productos farmacéuticos. Uruguay no importa productos de Azerbaiyán. 

## Misiones diplomáticas residentes
- Azerbaiyán tiene una oficina diplomática en Montevideo.[10]
- Uruguay está acreditado ante Azerbaiyán desde su embajada en Teherán, Irán.